# Le Conquérant (1934)
Le Conquérant (Q171) – francuski oceaniczny okręt podwodny z okresu międzywojennego i II wojny światowej, jedna z 31 jednostek typu Redoutable. Okręt został zwodowany 26 czerwca 1934 roku w stoczni Ateliers et Chantiers de la Loire w Nantes, a do służby w Marine nationale wszedł we wrześniu 1936 roku. Podczas wojny jednostka pełniła służbę na Morzu Śródziemnym, Atlantyku i Oceanie Indyjskim, a od zawarcia zawieszenia broni między Francją a Niemcami znajdowała się pod kontrolą rządu Vichy. 13 listopada 1942 roku okręt został zatopiony u wybrzeży Maroka przez amerykańskie samoloty.

## Projekt i budowa
„Le Conquérant” zamówiony został na podstawie programu rozbudowy floty francuskiej z lat 1928/1929. Projekt (o sygnaturze M6 ) był ulepszeniem pierwszych powojennych francuskich oceanicznych okrętów podwodnych – typu Requin. Poprawie uległa krytykowana w poprzednim typie zbyt mała prędkość osiągana na powierzchni oraz manewrowość. Okręty typu Redoutable miały duży zasięg i silne uzbrojenie; wadą była ciasnota wnętrza, która powodowała trudności w dostępie do zapasów prowiantu i amunicji. Konstruktorem okrętów był inż. Jean-Jacques Roquebert. „Le Conquérant” należał do 2. serii jednostek, które otrzymały silniki Diesla o większej mocy, dzięki czemu osiągały one na powierzchni prędkość 19 węzłów .
„Le Conquérant” zbudowany został w stoczni Ateliers et Chantiers de la Loire w Nantes . Stępkę okrętu położono 16 sierpnia 1930 roku , a zwodowany został 26 czerwca 1934 roku.

## Dane taktyczno–techniczne
„Le Conquérant” był dużym, oceanicznym okrętem podwodnym o konstrukcji dwukadłubowej. Długość całkowita wynosiła 92,3 metra (92 metry między pionami), szerokość 8,2 metra i zanurzenie 4,7 metra. Wyporność standardowa w położeniu nawodnym wynosiła 1384 tony (normalna 1570 ton), a w zanurzeniu 2084 tony. Okręt napędzany był na powierzchni przez dwa silniki wysokoprężne Sulzer o łącznej mocy 7200 KM. Napęd podwodny zapewniały dwa silniki elektryczne o łącznej mocy 2000 KM. Dwuśrubowy układ napędowy pozwalał osiągnąć prędkość 19 węzłów na powierzchni i 10 węzłów w zanurzeniu . Zasięg wynosił 10 000 Mm przy prędkości 10 węzłów w położeniu nawodnym (lub 4000 Mm przy prędkości 17 węzłów) oraz 100 Mm przy prędkości 5 węzłów w zanurzeniu. Zbiorniki paliwa mieściły 95 ton oleju napędowego . Dopuszczalna głębokość zanurzenia wynosiła 80 metrów, a czas zanurzenia 45-50 sekund. Autonomiczność okrętu wynosiła 30 dób .
Okręt wyposażony był w siedem wyrzutni torped kalibru 550 mm: cztery na dziobie i jeden potrójny zewnętrzny aparat torpedowy. Prócz tego za kioskiem znajdował się jeden podwójny dwukalibrowy (550 lub 400 mm) aparat torpedowy . Na pokładzie było miejsce na 13 torped, w tym 11 kalibru 550 mm i dwie kalibru 400 mm . Uzbrojenie artyleryjskie stanowiło działo pokładowe kalibru 100 mm M1925 L/45 oraz zdwojone stanowisko wielkokalibrowych karabinów maszynowych Hotchkiss kalibru 13,2 mm L/76 . Jednostka wyposażona też była w hydrofony .
Załoga okrętu składała się z 4 oficerów oraz 57 podoficerów i marynarzy.

## Służba
„Le Conquérant” został przyjęty do służby w Marine nationale 7 września 1936 roku . Jednostka otrzymała numer burtowy Q171 . W momencie wybuchu II wojny światowej okręt pełnił służbę na Morzu Śródziemnym, wchodząc w skład 1. dywizjonu 3. eskadry 1. Flotylli okrętów podwodnych w Tulonie (wraz z siostrzanymi jednostkami „Le Héros”, „Le Glorieux” i „Le Tonnant”) . Dowódcą jednostki był w tym okresie kpt. mar. H.M.P. Bazin . Na początku listopada 1939 roku „Le Conquérant”, „Achéron” i „Le Héros” opuściły Tulon i w eskorcie niszczyciela „Cassard” udały się do Casablanki, docierając do miejsca przeznaczenia 7 listopada . 1 grudnia 1939 roku dowództwo jednostki objął kpt. mar. P.G.L. Le Gall . 21 kwietnia 1940 roku okręt eskortowany przez niszczyciel „Tornade” wyszedł z Casablanki, docierając do Oranu dwa dni później .
W czerwcu 1940 roku okręt znajdował się w Tulonie w składzie 1. dywizjonu okrętów podwodnych, a jego dowódcą był nadal kpt. mar. P.G.L. Le Gall (jednostka przechodziła remont) . 22 czerwca, w dniu zawarcia zawieszenia broni między Francją a Niemcami, po zakończonym remoncie „Le Conquérant” znajdował się w Hyères  . W listopadzie 1940 roku „Le Conquérant” znajdował się w Tulonie w składzie 1. grupy okrętów podwodnych (wraz z „Le Héros”, „Le Glorieux” i „Le Tonnant”), gdzie został rozbrojony .
W listopadzie 1942 roku, kiedy doszło do lądowania aliantów w Afryce Północnej, „Le Conquérant” przechodził remont w Casablance. 8 listopada niesprawny okręt (bez peryskopu i uzbrojenia) opuścił port, chcąc przedrzeć się do Dakaru. 13 listopada jednostka została jednak dostrzeżona i zaatakowana przez dwie amerykańskie Cataliny z dywizjonu VP-92. „Le Conquérant” został zatopiony nieopodal Villa Cisneros na pozycji 24°22′N 15°47′W/24,366667 -15,783333, a na jego pokładzie śmierć poniósł dowódca – kmdr ppor. Jean Eugene Leon Lefevre .